# 이나우

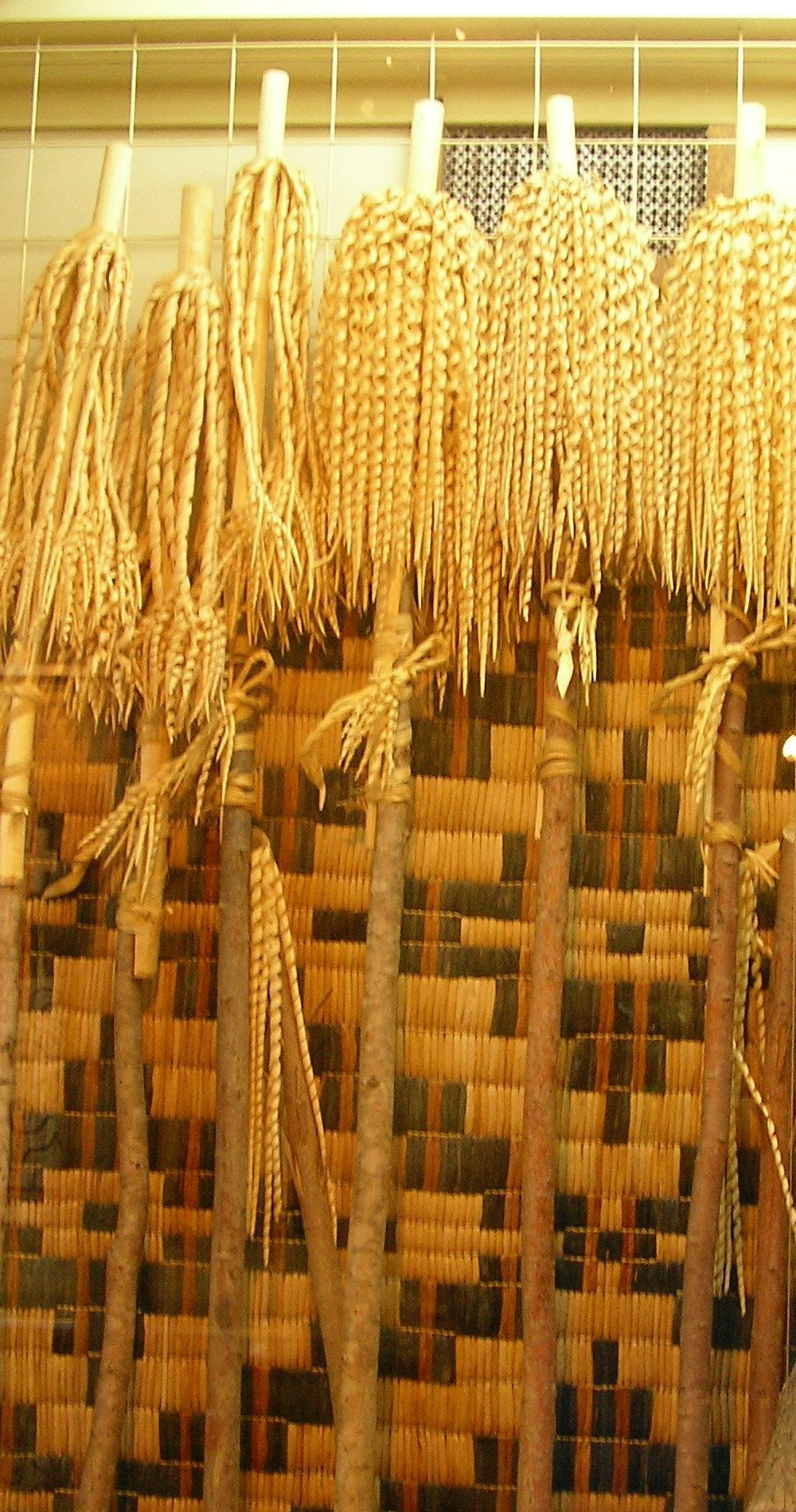
카야노 시게루 니부타니 아이누 자료관의 이나우. 홋카이도 삿포로시 히라토리초.

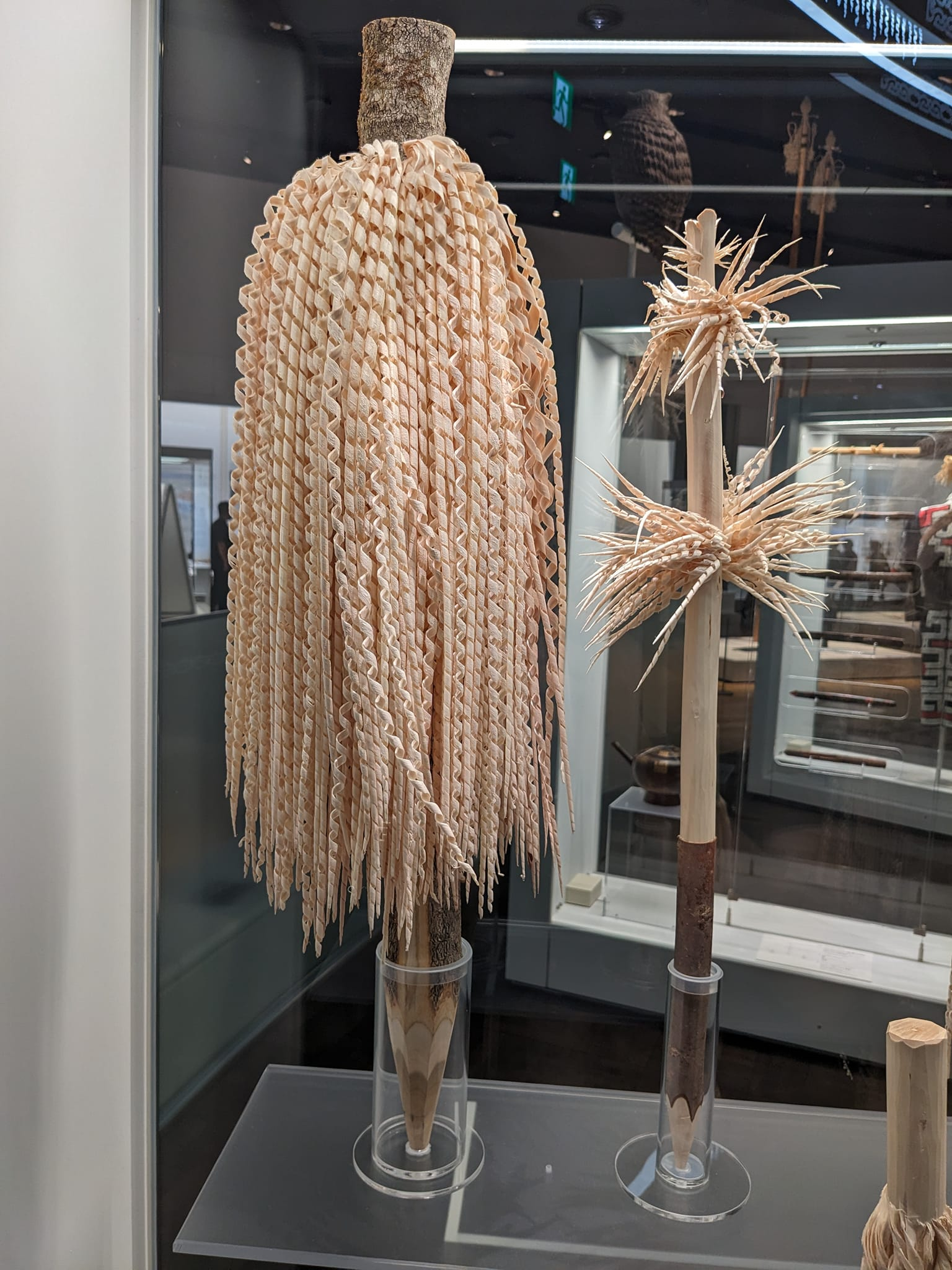
집의 수호신의 이나우. 우포포이의 전시품.

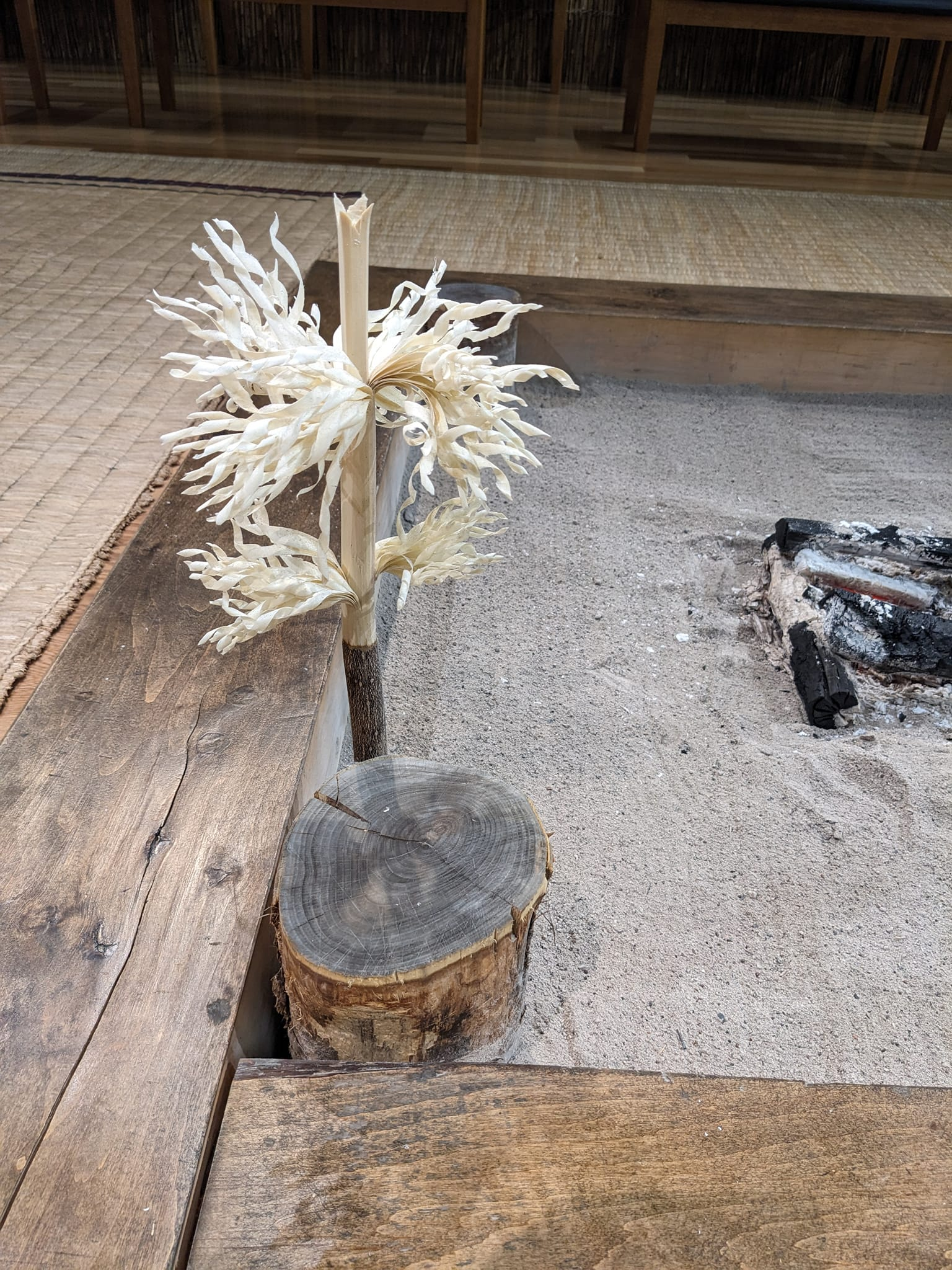
난로의 아페후치(불의 할머니신)에게 바쳐진 이나우. 우포포이에서 촬영

이나우(아이누어: イナウ inaw) 또는 모쿠헤이(일본어: 木幣)는 아이누의 제구(祭具) 중 하나이다. 카무이(신)나 조상의 영혼과 인간 사이를 매개하는 공물이다.

## 특징
이나우는 하나의 자연목 막대 전체를 깎아 만든다. 전형적인 이나우는 수 센티미터 정도 지름의 나무를 재료로 하여, 표면을 얇게 깎아낸 술 모양의 "키케"(キケ)를 가지고 있다. 키케는 크게 길고 짧은 두 종류가 있으며, 형태와 깎는 방식에 따라 더 세분화할 수 있다. 이나우에는 성별이 있어서, 키케를 꼬는 것(남성)과 흩뜨리는 것(여성), 뿌리(남성)와 끝부분(여성) 중 어느 쪽으로 깎는지, 축의 상단을 수평(남성)으로 자르는지 비스듬히(여성) 자르는지 등이 형태로 표현되며, 바치는 카무이나 조상의 영혼과 다른 성별의 이나우를 바치는 것이 좋다고 여겨진다.

## 용도
이나우의 용도는 카무이에 대한 공물이며, 기도할 때의 선물, 전령, 신령이 깃드는 매개체 역할을 한다.
아이누 사람들은 카무이에게 기도하고 소원을 빌 때 이나우를 바친다. 이를 통해 인간 측의 의도가 카무이에게 전달되고, 카무이 측도 힘과 덕을 더하게 된다고 여겨졌다. 또한 새로운 카무이를 만들 때, 그 의복이나 칼, 창 등의 재료로 사용하기도 했다.
이나우는 카무이 모시리(아이누어: カムイ・モシリ kamuy mosir, "신의 세계")에는 존재하지 않는 것으로 여겨진다. 이러한 섬세한 공예품은 손재주가 있는 인간만이 만들 수 있으며, 카무이는 인간이 바치는 것 외에는 구할 방법이 없는 것이다.
이나우의 다양성은 카무이의 다양성을 나타낸다. 카무이에 따라서는 정해진 수종을 선호한다.

## 제작
재료가 되는 나무를 이나우네니(아이누어: イナウネニ inawneni, "이나우가 되는 나무")라고 하며, 보통은 버드나무(아이누어: スス susu)를 사용했으나, 층층나무(아이누어: ウトゥカニ utukani)나 황벽나무(아이누어: シケレペニ sikerepeni)로 만든 것이 상등품으로 여겨졌다. 나무껍질이 흰 층층나무의 이나우는 천계에서 은으로, 나무껍질이 노란 황벽나무의 이나우는 금으로 변한다고 믿었기 때문이다. 이나우 만들기는 아이누 남성의 중요한 일 중 하나로 여겨져, 중요한 제례 등을 앞둔 날에는 제례가 열리는 장소에 묵으면서 모여 이나우를 만들었다고 한다. 특히 이요만테(곰 보내기)나 치세노미(새집 축하) 등 중요한 의식에는 많은 양의 이나우가 필요하므로, 준비 기간의 상당한 시간이 이나우를 깎는 데 소요되었다.
이나우를 만들려면, 지름 3cm 정도의 좋은 가지를 채집하여 대략 70cm 정도의 길이로 자른다. 그리고 깨끗하게 껍질을 벗겨 나무결을 드러내어 건조시킨다. 건조시키는 것은 나무결을 얇게 깎는 작업을 쉽게 하기 위해서이다. 원료가 되는 가지가 충분히 건조되면, 끝에 나무 조각을 꽂은 작은 칼을 사용하여 나무의 끝 방향으로 얇게 깎는다. 깎는 작업을 반복하여 마치 가지 끝에 나무 조각의 술이 매달린 형태로 만들면 완성이다. 이나우의 종류에 따라 만드는 방법도 각각 다르지만, 건조시킨 재료를 작은 칼로 깎아 나무 조각을 매달리게 하는 과정은 동일하다.
이나우를 만들 때 나온 부스러기나 남은 재료 등은 그대로 버리지 않고 모아서 불에 태워 카무이의 세계로 보낸다. 깎을 때 나온 파편 하나하나도 모두 카무이가 된다고 여겨지기 때문이다.

## 종류
가지가 붙어 있는 것을 특히 하시나우(아이누어: ハシナウ hasinaw, "잔가지가 붙은 이나우")라고 한다. 신의 의복이나 칼에 쓰는 이나우키케(아이누어: イナウキケ inawkike, "깎아낸 이나우"), 이요만테나 치세노미에 사용하는, 20개 정도의 이나우를 묶은 시로마이나우(아이누어: シロマイナウ siromainaw, "훌륭한 이나우"), 매우 간단하게 만들 수 있는 약식의 체호르카케프 이나우(아이누어: チェホㇿカケㇷ゚ イナウ cehorkakep inaw, "거꾸로 깎은 이나우"), 관에 쓰는 이나우루(아이누어: イナウル inawru) 등이 있다.

## 같이 보기
- 카무이
- 아이누 문화
- 게즈리바나